# Ettore Dotti
Ettore Dotti CSF (ur. 1 stycznia 1961 w Palosco) – włoski duchowny rzymskokatolicki pracujący w Brazylii, od 2011 biskup Naviraí.

## Życiorys
Święcenia kapłańskie przyjął 28 czerwca 1994 w Zgromadzeniu Świętej Rodziny z Bergamo. W styczniu 1995 wyjechał na misje do Brazylii. Pracował głównie w parafialnych placówkach zakonnych, był także m.in. mistrzem nowicjatu i regionalnym ekonomem.
1 czerwca 2011 został mianowany biskupem nowo erygowanej diecezji Naviraí. Sakry biskupiej udzielił mu 22 lipca 2011 bp Ottorino Assolari.